# Prezydencki Order Doskonałości
Prezydencki Order Doskonałości (gruz. ბრწყინვალების საპრეზიდენტო ორდენი, brts’q’invalebis sap’rezident’o ordeni) – wysokie gruzińskie odznaczenie państwowe, ustanowione 31 lipca 2009 i nadawane przez Prezydenta Gruzji.

## Zasady nadawania
Order przyznaje się wybitnym osobistościom ze świata kultury, edukacji, nauki, sztuki, sportu i innych dziedzin za wybitne osiągnięcia w odpowiedniej dziedzinie życia publicznego i za wybitny wkład w rozwój Gruzji.

## Insygnia
Order ma postać złotego krzyża gwiaździstego o emaliowanych na biało (z czerwonymi bordiurami) ramionach zakończonych kulkami. Pomiędzy ramionami krzyża umieszczono złote ornamenty układające się w kształt koron. Środkowy złoty medalion przedstawia Pałac Prezydencki w Tbilisi; nad nim Wielki Herb Gruzji. Wokół medalionu umieszczono okrąg 30 cyrkonii.
Strona odwrotna posiada zapięcie – order nie jest zawieszony na wstążce.
Nie ustanowiono baretki dla tego orderu.